# Bayside School - Matrimonio a Las Vegas
Bayside School - Matrimonio a Las Vegas è un film tv, andato in onda in prima tv nel 1994, diretto da Jeff Melman. Rappresenta la conclusione della serie tv Bayside School.

## Trama
Zack e Kelly hanno deciso di sposarsi. I genitori di Zack sono contrari alle nozze e decidono di non partecipare al matrimonio. Accompagnati da Slater, Lisa e Screech, la coppia parte in auto diretta a Las Vegas.
A metà strada, però, iniziano i problemi: l'auto di Lisa, su cui viaggia anche Kelly, si guasta in mezzo al deserto mentre i tre ragazzi vengono addirittura arrestati per eccesso di velocità da un corrotto sceriffo di contea. Zack è costretto a dare tutti i soldi che possiede (destinati alle nozze) per essere rilasciato.
Giunti a Las Vegas, il gruppo finisce immischiato in un furto miliardario da parte di un potente mafioso, della cui ex ragazza, Carla, Slater si innamora.
Tra inseguimenti e peripezie varie, Zack e Kelly finiranno finalmente per coronare il loro sogno e, con l'aiuto dei genitori di Zack (pentiti di aver voltato le spalle al figlio), ad avere un matrimonio da sogno.

## Produzione
Dopo la chiusura improvvisa della serie Bayside School - Un anno dopo a febbraio, la NBC decise di girare un film tv conclusivo che mostrasse effettivamente ciò che tutti i fan aspettavano dalla prima puntata: il matrimonio tra Zack e Kelly.
Mark Fink, uno degli sceneggiatori della serie, fu incaricato di scrivere il copione mentre la regia venne affidata a Jeff Melman.
L'attrice Elizabeth Berkley, a causa di impegni di lavoro su altri set televisivi, non poté tornare come protagonista. Tuttavia, per la delizia dei fan, fece una breve apparizione nella sequenza finale, durante il matrimonio, assieme a Dennis Haskins (Mr. Belding), Bob Golic (Mike) e Kiersten Warren (Alex). L'attrice Anne Tremko, tra le protagoniste di Bayside School - Un anno dopo dovette rinunciare a qualsiasi apparizione per questioni lavorative.
Del cast di supporto originale, tornarono anche Melody Rogers, John Sanderford (i genitori di Zack) e John Mansfield (il padre di Kelly).
Girato tra Los Angeles, Burbank e Las Vegas nel giugno del 1994, il film tv rappresentò la prima (e unica) occasione per la serie di essere girata in pellicola.

## Trasmissione
Il film tv venne mandato in onda il 7 ottobre 1994 alle 20 sulla NBC. Per la sesta volta (dopo i primi tre episodi e l'ultimo della serie tv originale e il film tv Haloha avventura hawayana) le avventure di Zack e company guadagnavano la prima serata.
Il film, molto atteso dai fans della serie, ottenne un buon successo: secondo i rilevamenti della Nielsen, il film si piazzò 72° nella classifica settimanale, con circa sette milioni e mezzo di spettatori e il 15% di share.
Per la prima trasmissione in Italia su Italia 1 nel febbraio del 1995, il film tv venne frammentato in quattro parti da circa 20 minuti l'una con in testa la sigla classica italiana Bayside School - Un anno dopo. In questo modo il film tv fu spacciato per i quattro episodi finali della serie. Questo creò qualche confusione, soprattutto per quanto riguarda il titolo (che non venne per conseguenza mai mostrato) e i nomi del cast (quello di Liz Vassey sparì dai titoli mentre la sigla della serie non presentava effettivamente gli stessi attori presenti nel film).
Tuttavia, per le successive messe in onda venne ripristinato il formato originale.
Negli Stati Uniti il film tv è stato poi fatto uscire in VHS dalla Trimark (27 giugno 2000) e poi, con grande successo, in DVD dalla Lion's Gate (7 agosto 2007).